# Schismatoglottis monoplacenta
Schismatoglottis monoplacenta är en kallaväxtart som beskrevs av Mitsuru Hotta. Schismatoglottis monoplacenta ingår i släktet Schismatoglottis och familjen kallaväxter. Inga underarter finns listade.